# Tar Valons fånge
Tar Valons Fånge är del 21 i Robert Jordans fantasyserie Sagan om Drakens Återkomst (Wheel of Time). På engelska: Knife of Dreams och den kom ut 2006. Den är översatt av Jan Risheden.

## Handling
Mat Cauthon och hans sällskap har gömt sig undan seanchan i ett brokigt teatersällskap tillsammans med den kidnappade Tuon, De nio månarnas dotter och arvtagare till seanchanimperiet. Trupperna finkammar landet efter Tuon, som blivit en mycket viktig bricka i spelet om makten. För Tuon är det ett härligt äventyr, men det visar sig att seanchan har andra planer för henne än frihet och Mat tvingas inse att han nu ansvarar för hennes liv.
Samtidigt står Elayne Trakand på Caemlyns murar och ser våg efter våg av fientliga soldater välla uppför stormstegarna och slås tillbaka. Hennes rätt till Lejontronen är långt ifrån oomtvistad och hon kämpar för att undvika ett inbördeskrig. Under tiden överväger Perrin Aybara att sluta en desperat pakt med seanchan för att med deras hjälp befria sin älskade hustru Faile ur shaidos våld.
Vindar fyllda av svavelstank sveper fram över länderna. Tiden verkar ha rubbats och själva verkligheten ser ut att rämna.
| Föregående bok: De dödas stad | Sagan om Drakens Återkomst | Nästa bok: Fällan |